# Klatovy I
Klatovy I jsou část města Klatovy ve stejnojmenném okrese v Plzeňském kraji. Klatovy I leží v katastrálním území Klatovy o výměře 27,21 km².

## Historie
První písemná zmínka o vesnici pochází z roku 1253.
Klatovy I vznikly k 1. říjnu 1980 jako část města Klatovy ve stejnojmenném okrese.

## Obyvatelstvo
| Rok            | 1869  | 1880  | 1890  | 1900  | 1910  | 1921   | 1930  | 1950   | 1961   | 1970  | 1980  | 1991  | 2001 | 2011 | 2021  |
| -------------- | ----- | ----- | ----- | ----- | ----- | ------ | ----- | ------ | ------ | ----- | ----- | ----- | ---- | ---- | ----- |
| Počet obyvatel | 3 153 | 8 655 | 3 667 | 3 834 | 3 992 | 13 842 | 3 513 | 14 013 | 13 681 | 1 896 | 1 326 | 1 014 | 949  | 847  | 1 097 |
| Počet domů     | 193   | 622   | 198   | 204   | 201   | 204    | 202   | 1 405  | 1 465  | 189   | 157   | 147   | 131  | 142  | 145   |

## Fotogalerie

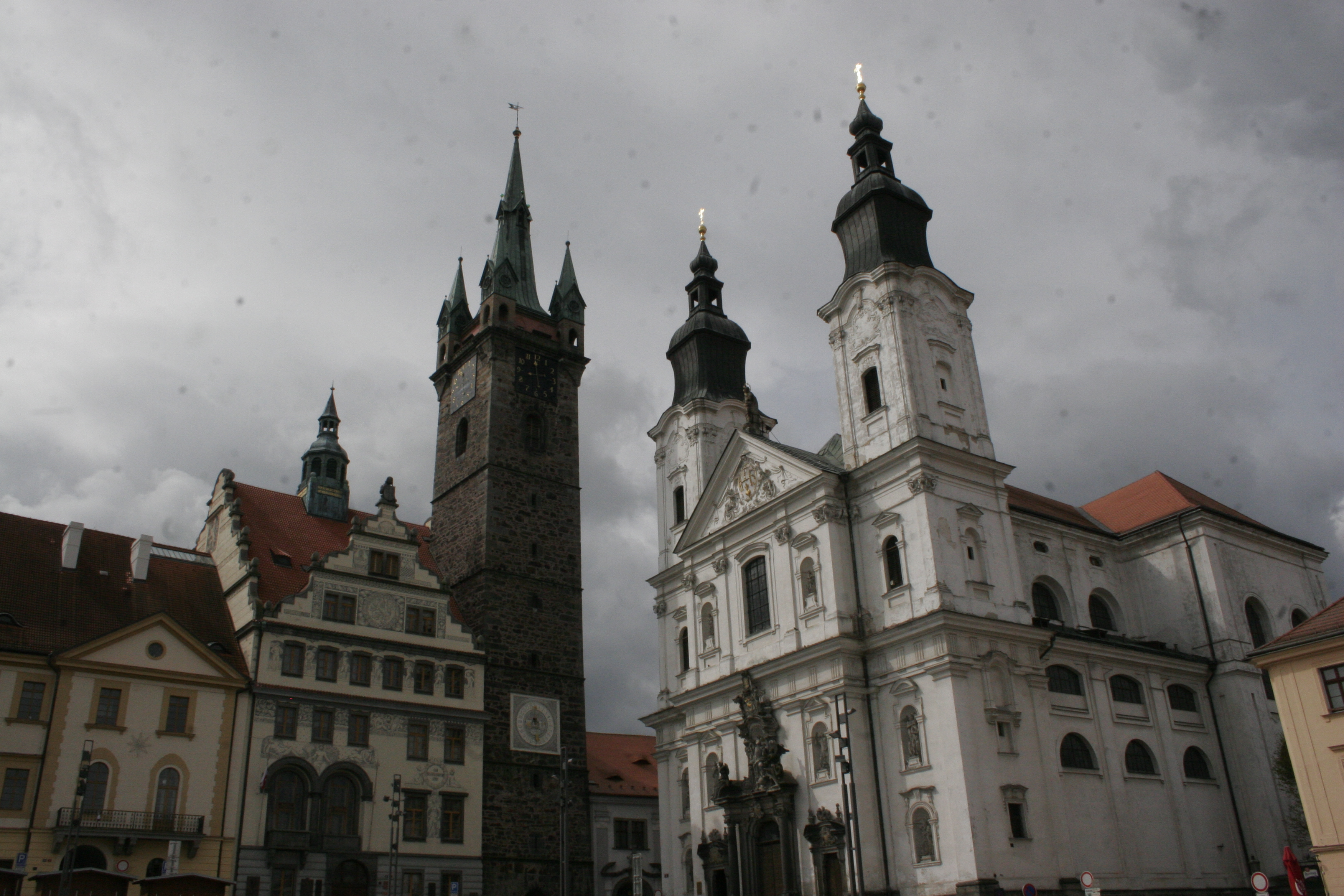
Pohled z náměstí na věž a kostel
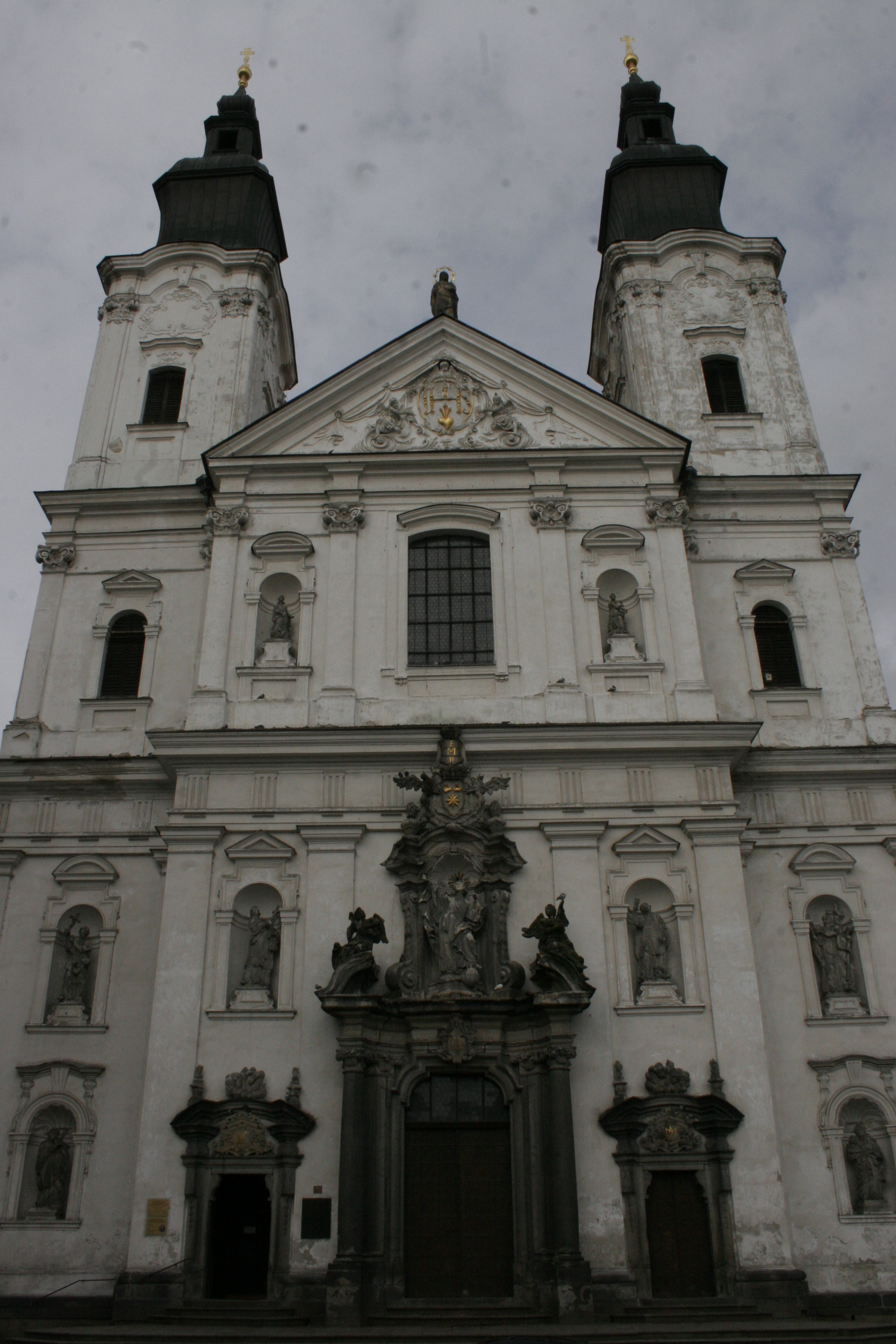
Kostel
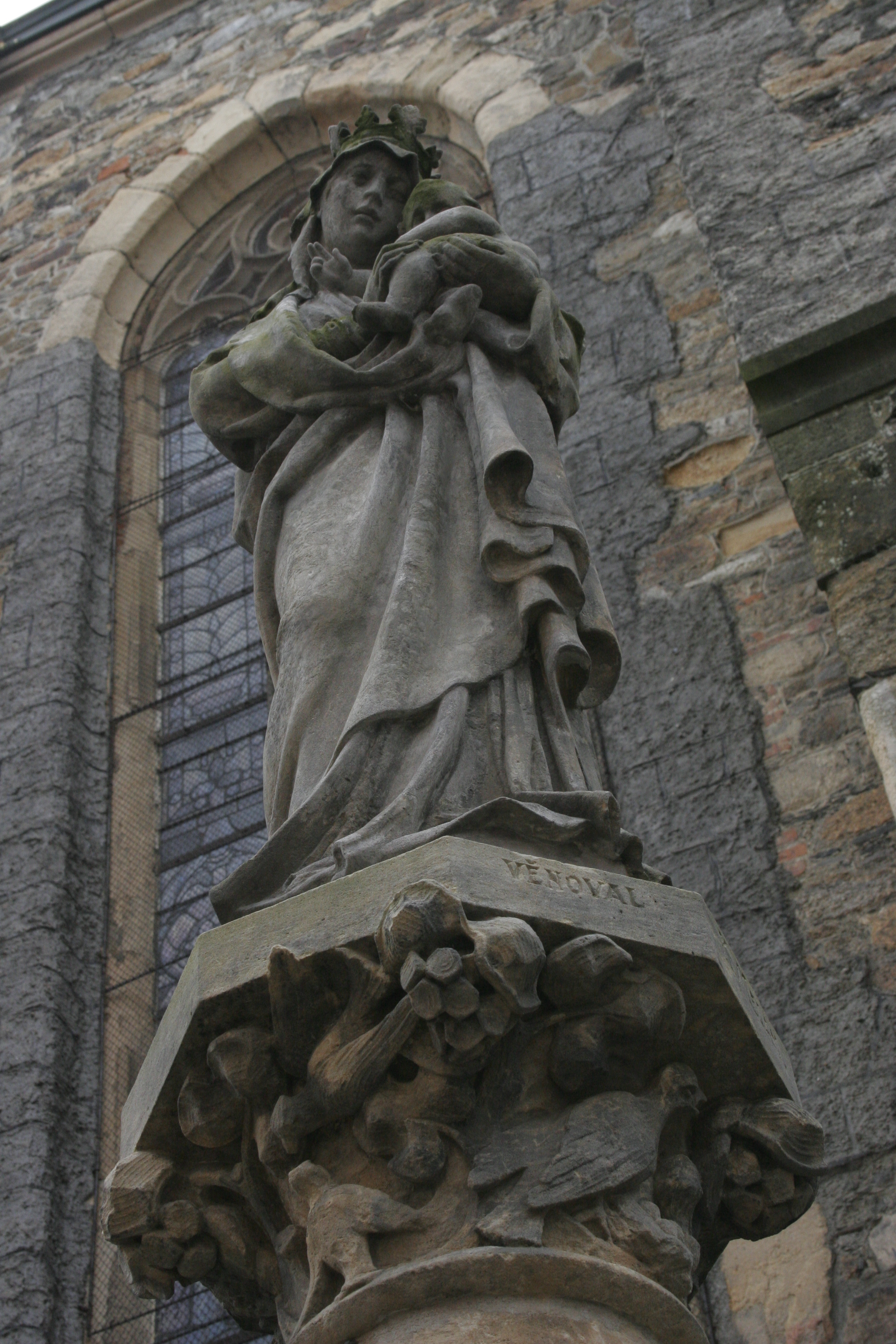
Socha